# Sinologie
Sinologie is in algemeen gebruik de studie over China en alle daaraan gerelateerde vakdomeinen, zoals Chinese aardrijkskunde, geschiedenis, filosofie en dergelijke. Hieronder vallen ook de Chinese talen en literatuur.
Sinae is Latijn voor Chinezen. De oorsprong van deze betekenis staat echter ter discussie.

## Nederland

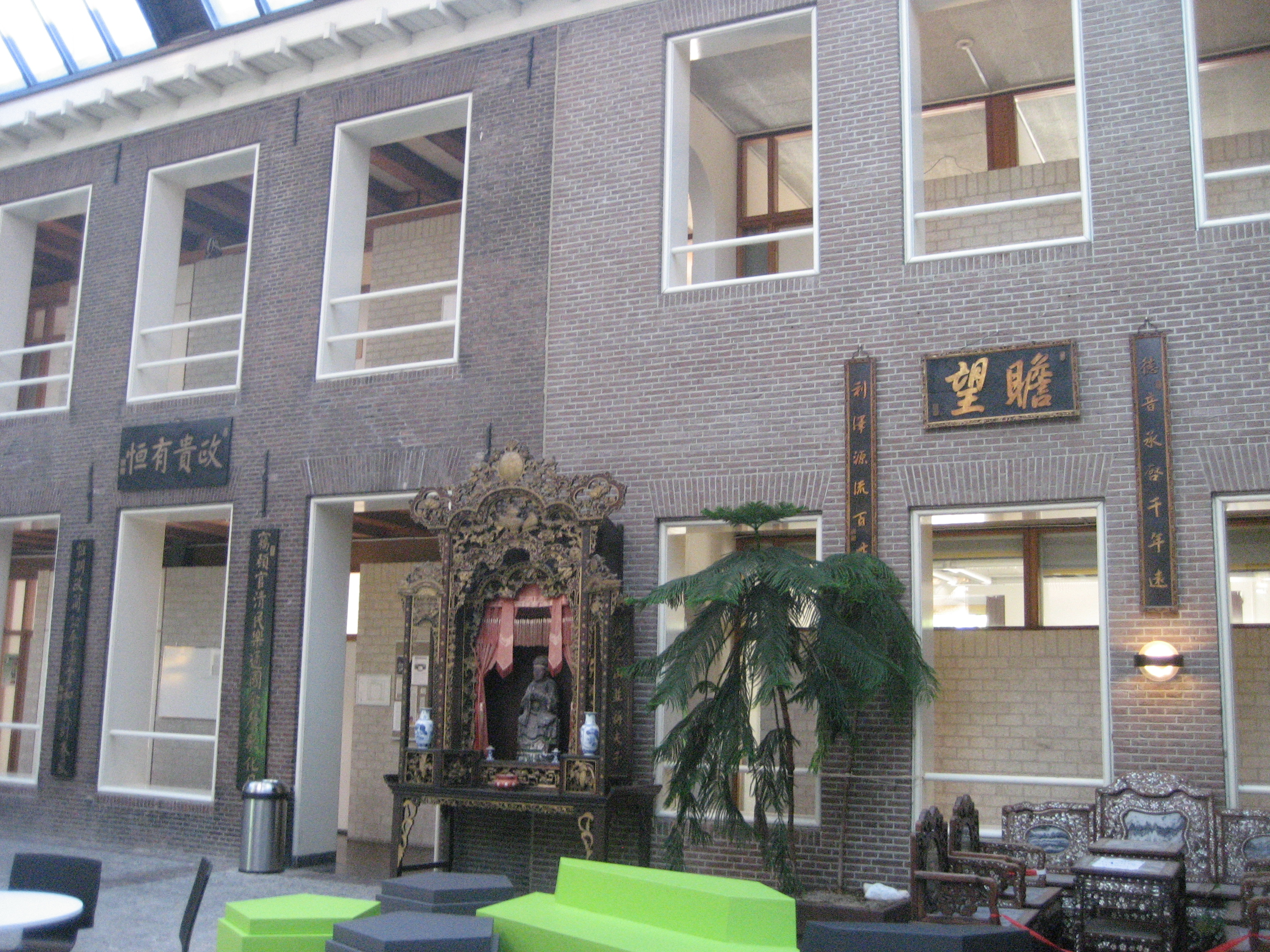
Matsu-tempel in het Arsenaal (Chinastudies in Leiden)

Sinologie is in Nederland alleen op de Universiteit Leiden te volgen. De studie wordt vooral gegeven in het Lipsiusgebouw en Arsenaalgebouw van Leiden. Recent is de naam van de studie veranderd in Chinastudies. Na de bachelor kunnen studenten doorstromen naar de masterstudie Chinese Economy and Business.
De studie heeft een eigen studievereniging waar studenten met korting studieboeken kunnen kopen en mee kunnen doen aan sociale activiteiten.

## België
In België is Sinologie te studeren aan de Universiteit Gent, waar het onderdeel is van Oosterse Talen en Culturen, en aan de Universiteit van Leuven. Het aantal studenten is de laatste 25 jaar constant gebleven.